# Angels With Dirty Faces
Angels With Dirty Faces es el segundo álbum de estudio del grupo de pop británico Sugababes. Fue el primer álbum en contar con Heidi Range, que remplazó a Siobhán Donaghy en noviembre de 2001. El disco fue publicado en el Reino Unido y en la mayor parte de Europa en septiembre de 2002. Fueron publicados cuatro sencillos: «Freak Like Me», «Round Round», «Stronger» y «Shape». 
Este disco tuvo mucho mayor éxito que su precedente, One Touch, pues alcanzó una mayor posición en las listas de éxitos de muchos países en todo el mundo. Recibió certificación de platino por la Federación Internacional de la Industria Fonográfica en reconocimiento de sus ventas en territorio europeo, las cuales superaron el millón de copias.

## Lista de canciones
1. "Freak Like Me"
2. "Blue"
3. "Round Round"
4. "Stronger"
5. "Supernatural"
6. "Angels with Dirty Faces"
7. "Virgin Sexy"
8. "Shape"
9. "Just Don't Need This" (Bonus track)
10. "No Man No Cry" (Bonus track)
11. "Switch"
12. "More Than a Million Miles"
13. "Breathe Easy" (Acoustic Jam)
14. "Round Round" (Alternative Mix) (Bonus track)